# RTL 4
RTL 4 est une chaîne de télévision généraliste commerciale privée luxembourgeoise à diffusion internationale émettant en direction des téléspectateurs néerlandais.

## Histoire de la chaîne
La CLT créé RTL Véronique le 2 octobre 1989 à l'initiative de dirigeants de Veronica (Ruud Hendriks, Lex Harding et autres), alors que seules les trois chaînes de télévision publiques néerlandaises sont officiellement autorisées. Diffusée depuis le Luxembourg vers les Pays-Bas, sa licence de diffusion luxembourgeoise lui permet d'être autorisée par les autorités médias néerlandaises à être reprise sur les réseaux câblés, qui touchent 95 % de la population, malgré l'interdiction des chaînes de télévision commerciale sur le territoire néerlandais à la fin des années 1980. 
Disposant de peu de programmes, RTL Véronique S.A. passe début 1990 un accord avec Joop van den Ende pour un contrat de fourniture de programmes et d'animateurs vedettes comme André van Duin, Jos Brink, Henny Huisman, Ron Brandsteder, Tineke de Nooij et Koos Postema.
En juin 1990, la chaîne prend le nom de RTL 4 pour se situer à la suite des trois chaînes publiques et engage une importante campagne de publicité pour le faire savoir (« Zet 'm op 4! », ç.-à-d. « mettez-le sur la Quatre ! »). 

### Identité visuelle (logo)

Logo de RTL 4 de juin 1990 à 1998
Logo de RTL 4 de 1998 au 12 août 2005
Logo de RTL 4 du 13 août 2005 au 25 août 2013
Logo de RTL 4 du 26 août 2013 au 31 août 2016.
Logo de RTL 4 de du 1er septembre 2016 au 1er mai 2023.

### Slogans
- En 1989 : « 4 ever »
- En 1990 : « Zet'm op 4! » (« Mettez-le sur la quatre ! »)
- Depuis 2008 : « Natuurlijk, RTL 4 » (« Bien sûr, RTL 4 »)

## Organisation

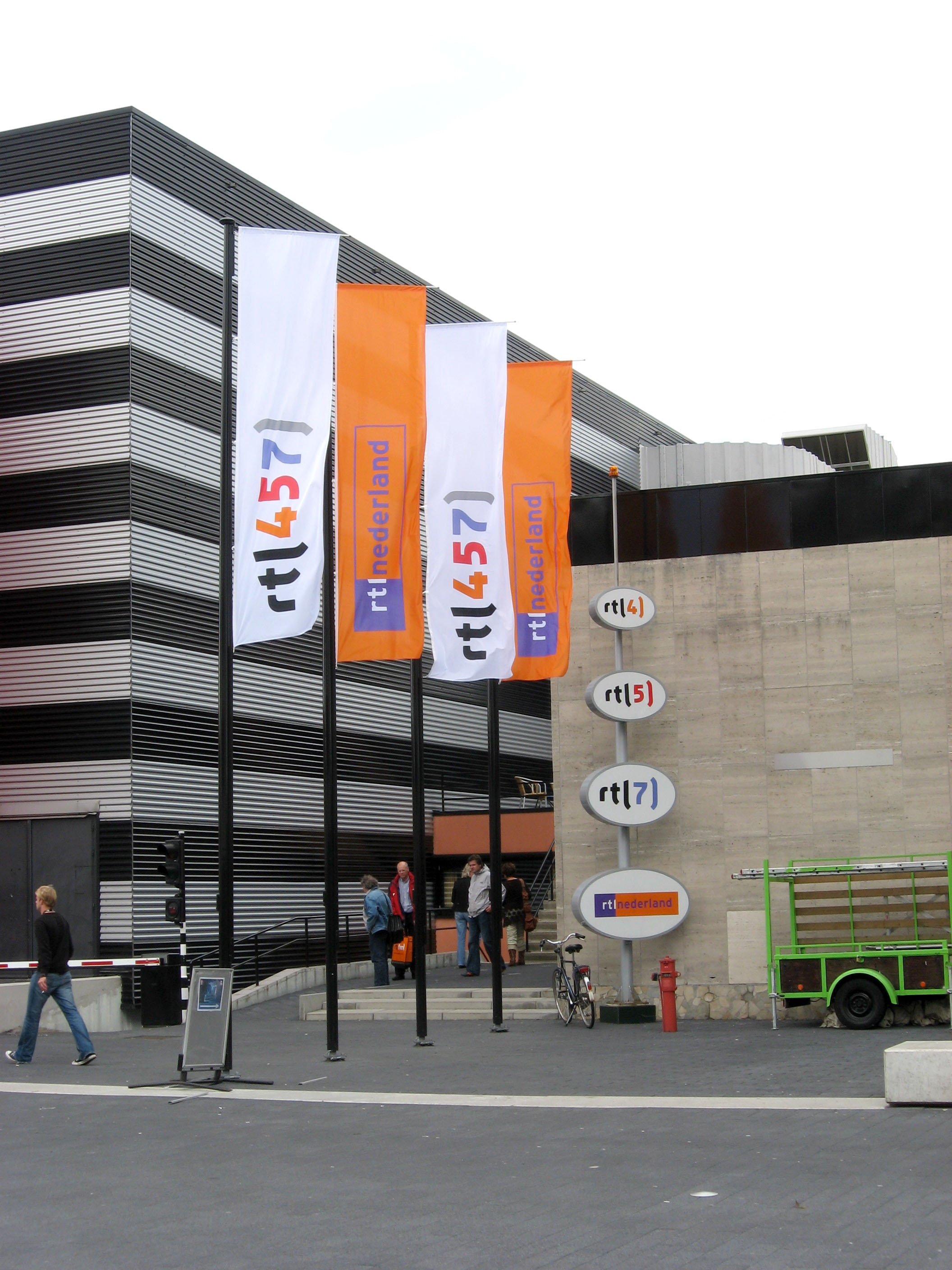
Siège de RTL Nederland au Media Park d'Hilversum

### Dirigeants
Présidents :
- Freddy Thyes : 02/10/1989 - 1994
- Henri Roemer : 1994 - 31/07/2003
- Fons van Westerloo : 01/08/2003 - 31/01/2008
- Bert Habets : 01/02/2008 - 01/07/2017
- Sven Sauve : 01/07/2017 -

Directeurs des programmes :
- Peter van der Vorst

### Capital
Le capital de RTL Véronique S.A. était réparti entre Veronica Omroep Organisatie, de Nederlandse Middenstandsbank (NMB), Rabobank, le Crédit lyonnais, Philips, Lex Harding (Tornado BV) et la Compagnie luxembourgeoise de télédiffusion. En décembre 1989, les actions de la Rabobank, de NMB, du Crédit Lyonnais, de Veronica et de Lex Harding (Tornado BV) ont été reprises par VNU et Elsevier, la CLT conservant ses parts et son rôle d'opérateur lié à sa licence de diffusion luxembourgeoise. La société est renommée RTL 4 S.A. en juin 1990.
RTL 4 est éditée par RTL Nederland, détenue à 100 % par DPG Media.

### Siège
Le siège social de RTL Véronique/RTL 4 était situé à la villa Louvigny à Luxembourg de 1989 à l'été 1996, date à laquelle les services de télévision de la villa Louvigny déménagent vers le nouvel immeuble de la CLT baptisé KB2 et construit dans le quartier du Kirchberg au 45, boulevard Pierre Frieden à Luxembourg où se trouvent toujours le siège social et la régie finale de la chaîne, tout comme ceux des autres chaînes de RTL Nederland. Cette implantation permet à la chaîne d'émettre sous licence de diffusion luxembourgeoise et d'éviter ainsi un contrôle trop sévère par les autorités médias néerlandaises. 
Le centre de production de programmes, RTL Nederland BV, est installé au Media Park au Sumatralaan 47 à Hilversum aux Pays-Bas.

## Programmes
À ses débuts et faute de moyens, le programme de RTL Véronique visait surtout les jeunes en diffusant de la musique et des séries. L'accord conclu avec Joop van den Ende a permis de faire de RTL 4 une vraie chaîne populaire familiale.  
Les programmes de RTL 4 sont constitués d'informations, de divertissements, de films et de fictions destinées à un public familial.

### Émissions
- RTL Boulevard
- Editie NL
- TV Makelaar
- Succes Verzekerd
- The Voice Of Holland
- The X Factor
- Het Perfecte Plaatje

## Diffusion
RTL Véronique/RTL 4 était diffusée sur le réseau hertzien UHF PAL canal 49 de l'émetteur de Dudelange au Luxembourg, avec débordements sur une partie des Pays-Bas du 2 octobre 1989 jusqu'au 3 avril 2006, ainsi que sur le satellite Astra 1A et 1C (de 1989 au 1996) avec une partie des programmes cryptée en Luxcrypt pour des questions de droits. Depuis le 4 avril 2006, la chaîne est accessible en diffusion numérique terrestre au Luxembourg sur le canal UHF PAL 24 (498 MHz) de l'émetteur de Dudelange, ainsi que sur le câble néerlandais et luxembourgeois, le satellite Astra 3B à 23,5° Est (Canal Digitaal), Eutelsat 9B (Joyne) et la télévision par ADSL néerlandaise et luxembourgeoise.

## Annexe